# 아산군
아산군(牙山郡)은 원래 아산시 북부의 염치읍·음봉면·둔포면·영인면·인주면 지역을 관할했던 군이다. 오늘날의 아산시의 영역은 1914년에 이 지역과 온양군, 신창군과 합병해 갖추어졌다.

## 유래
아산이라는 이름은 백제시대의 이름인 아술(牙述)에서 비롯되었다.
- 음봉(陰峯)면, 인주(仁州)면, 영인(寧仁)면은 아산의 고호(古號)에서 유래했다. 그외에도 아산은 음잠(陰岑), 아주(牙州)라는 이름으로도 불렸다. 영인면이 옛 아산군의 치소이다.
- 둔포면(屯浦面)은 소금배가 드나드는 포구에서 유래했다.

## 역사

### 1914년 이전
- 마한시대에 염로국이 있던 지역이다. 9년(온조왕 27년)에 마한이 백제에 합병되면서 백제의 영역이 되었다.
- 백제의 행정체제가 정비되면서 아술현(牙述縣)이 설치되었다.
- 나당 전쟁 중인 671년(문무왕 11년)에 탕정주에 속했다가 나중에 681년 전국의 행정체제를 9주 5소경으로 제편하면서 탕정주가 웅천주에 합병되면서 주치가 탕정군으로 환원되자 아술현은 그 관할현으로 들어갔다.
- 757년(경덕왕 16년) 행정체제 개편으로 음봉현(陰峯縣)으로 개명했다.
- 고려 초기에 인주(仁州)가 되었다.
- 1005년(고려 목종 8년) 주가 폐지되었다.
- 1018년(고려 현종 9년) 아주현(牙州縣)으로 개칭하고 감무를 두었다.
- 1413년(조선 태종 13년) 아산현(牙山縣)이 됨으로써 지금의 아산이라는 이름이 되었다.
- 1895년 23부府제로 행정구역이 재편되면서 홍주부 관할 아산군이 되었다가 이듬해 13도제로 환원되면서 충청남도에 편입되었다.

### 1914년 이후
- 1914년 4월 1일 아산군, 온양군, 신창군을 아산군으로 통폐합하였다.[1]

| 조선총독부령 제111호 | |             |                                                                        |
| 구 행정구역          | 구 행정구역 | 신 행정구역 | 신 행정구역                                                            |
| 아산군               | 일동면(一東面) 덕지리, 신대리/동암리/중리, 청계동/한숙리/송오리, 신촌리/수동, 신리/대정리/장곡리, 장수리/신성리/용평리/월랑리 | 음봉면      | 덕지리, 동암리, 송촌리, 신수리, 신정리, 월랑리                         |
| 아산군               | 이동면(二東面) 송암리/발산리/중리/동리, 마근리/신휴동/구휴동, 상룡리/하룡리 일부, 상암리/하암리/하룡리 일부, 원남리/신청리/요로리, 의식동/두미동 | 음봉면      | 소동리, 신휴리, 쌍룡리, 쌍암리, 원남리, 의식리                         |
| 아산군               | 일북면(一北面) 후천리/시곡리/점촌리, 산소리/사기리/사정리, 강정리/삼거리/응암리, 금성리/도곡리/내동 | 음봉면      | 동천리, 산정리, 삼거리                                                 |
| 아산군               | 일북면(一北面) 후천리/시곡리/점촌리, 산소리/사기리/사정리, 강정리/삼거리/응암리, 금성리/도곡리/내동 | 영인면      | 성내리                                                                 |
| 아산군               | 이북면(二北面) 신성리/신언리/구산리/(신흥면) 신성리, 백석포, 신동리/철봉리/백치리, 여우동/신대리/안화리, 역동, 와우리, 창정리/용동리/용서리 | 영인면      | 구성리, 백석포리, 신봉리, 신화리, 역동리, 와우리, 창룡리               |
| 아산군               | 현내면(縣內面) 궁대리/상불리/성대리/원우리, 신중리/운정리/송충리, 신천리/차현리, 통산리/상리/하리, 월견리/선교리, 모원리/동강리 일부 | 영인면      | 상성리, 신운리, 신현리, 영산리(靈山里), 월선리                         |
| 아산군               | 현내면(縣內面) 궁대리/상불리/성대리/원우리, 신중리/운정리/송충리, 신천리/차현리, 통산리/상리/하리, 월견리/선교리, 모원리/동강리 일부 | 인주면      | 모원리                                                                 |
| 아산군               | 신흥면(新興面) 걸매리, 하신원리/서강리 일부/(현내면) 동강리 일부, 신밀두리/(일서면) 밀두리, 신성리/(일서면) 신성리 | 인주면      | 걸매리, 공세리, 밀두리, 신성리                                         |
| 아산군               | 일서면(一西面) 아현리/관청동/암사동, 냉정리/(현내면) 점리 | 인주면      | 관암리, 냉정리                                                         |
| 아산군               | 이서면(二西面) 동음리, 문지리/방축리/(돈의면) 응현리 | 인주면      | 대음리, 문방리                                                         |
| 아산군               | 삼서면(三西面) 금곡리/성동, 신흥리/도정리, 신성리/해암리/(돈의면) 대사동, 강청동상리/강청동하리, 형제동/생양동/남산리, 와천리/(온양군 일북면) 서원동, 신포리/중방리 | 인주면      | 금성리, 도흥리, 해암리                                                 |
| 아산군               | 삼서면(三西面) 금곡리/성동, 신흥리/도정리, 신성리/해암리/(돈의면) 대사동, 강청동상리/강청동하리, 형제동/생양동/남산리, 와천리/(온양군 일북면) 서원동, 신포리/중방리 | 염치면      | 강청리, 산양리, 서원리, 중방리                                         |
| 아산군               | 근남면(近南面) | 염치면      | 곡교리, 동정리, 방현리, 석두리, 석정리, 송곡리, 쌍죽리, 염성리         |
| 아산군               | 원남면(遠南面) | 염치면      | 대동리, 백암리                                                         |
| 아산군               | 삼북면(三北面) | 둔포면      | 염작리, 둔포리, 석곡리, 시포리, 신남리, 신왕리, 신포리, 운교리, 운용리 |
| 아산군               | 모산면(毛山面) | 둔포면      | 관대리, 봉재리, 산전리, 송용리, 신양리, 신항리                         |
| 아산군               | 덕흥면(德興面) | 초정면      | 대정리, 돈포리, 신덕리, 장곳리                                         |
| 신창군               | 북면(北面) | 초정면      | 가산리, 대흥리, 채신언리, 홍곳리                                       |
| 신창군               | 대서면(大西面) | 초정면      | 군덕리, 궁평리, 선창리, 신동리, 신문리, 죽산리                         |
| 신창군               | 대서면(大西面) | 도고면      | 신성리, 신언리                                                         |
| 신창군               | 남상면(南上面) 음산정리/금곡리/갈치리 일부/양산정리 일부, 자은리/하좌랑리/(남하면) 열명리/농산리, 노산리/점촌/정촌/도촌 일부/판방리 일부, 포농리/양산정리 일부/봉암리 일부/(대서면) 신덕리 일부/(예산군 금평면) 장곳리 일부, 신리/유동/도촌 일부, 시전리/갈치리 일부, 화동/당현리/대천리/판방리 일부, 효자동/금사리/대초정리 일부 | 도고면      | 금산리, 농은리, 도산리, 봉농리, 신유리, 시전리, 화천리, 효자리         |
| 신창군               | 남하면(南下面) 상기곡리/하기곡리/신촌 일부, 내덕암리/외덕암리, 석우리/원당리/육동, 신상리/통산리, 오곡리/구암리/원암리, 봉산리/와동 일부/(아산군 신흥면) 밀두리, 가향리/흑암리/용산리/와동 일부 | 도고면      | 기곡리, 덕암리, 석당리, 신통리, 오암리, 와산리, 향산리                 |
| 신창군               | 군내면(郡內面) 남산리/북동리/홍문리/금반형리/교촌/유기촌/신대리/(대동면) 넙동 일부 | 학성면      | 읍내리                                                                 |
| 신창군               | 대동면(大東面) 마산리/웅산리/넙동/득박리 일부, 장구포리/수여리 일부/수남리 일부/구평리 일부, 득박리 일부/보옥동/(소동면) 수여리 일부/(온양군 서면) 보옥동 일부, 상점양리/중점양리/하점양리/(온양군 대동면) 방축리 일부, 부거산리/창덕리/명암리/오산리 일부, 칠목리/행촌/넙동 일부, 내황동/외황동/오산리 일부 | 학성면      | 득산리, 수장리, 실옥리, 점양리, 창암리, 행목리, 황산리                 |
| 신창군               | 소동면(小東面) 가리/원내리/조원리/신기리 일부/용곡리 일부, 덕동/가야리/거산리/화산리 일부/궁동 일부/(소서면) 화달리 일부/(아산군 삼서면) 형제동 일부, 조화동/신당리/화산리 일부/궁동 일부, 남방리/방축리/신성리/(대동면) 수여리 일부/수남리 일부/구평리 일부, 북면신리/기곡리 일부/(대서면) 원내리 일부/(아산군 삼서면) 신리 일부, 신촌리/화달리 일부/(대동면) 구평리 일부/(아산군 삼서면) 화달리 일부, 시목동/오삼리/신교리/정안리/화산리 일부 | 학성면      | 가내리, 가덕리, 궁화리, 남성리, 신곡리, 신달리, 오목리                 |
| 온양군               | 읍내면(邑內面) 동변리/성내리/경전리/송정리/상리/중리/하리/유기촌, 법곡리/가무리 일부, 장존리/가무리 일부, 신리/좌부리/대교리/괴화리 | 온양면      | 읍내리, 법곡리, 장존리, 좌부리                                         |
| 온양군               | 서면(西面) 기산리/성산리/지라리/신평리, 문산리/신인리/입암리, 시안리/장재리/(신창군 대동면) 방축리 일부, 신기리/보옥동/(신창군 대동면) 득박리, 온천리/하화리 일부, 용정리/판교리/상화리/하화리 일부, 초사리/흥기리/개흥리, 청당리/풍기리/(군내면) 청당리/(이북면) 선문리 | 온양면      | 기산리, 신인리, 방축리, 실옥리(實玉里), 온천리, 용화리, 초사리, 풍기리 |
| 온양군               | 군내면(郡內面) 남리/(이북면) 판교리, 신대리/매곡리/일헌리/상촌리/곡촌리/동평리/명막리/수철리, 감탁리/신흥리/은곡리/송현리, 중리/하리/서원리/흑암리 | 배방면      | 남리, 수철리, 신흥리, 중리                                             |
| 온양군               | 동상면(東上面) 갈매리/자우리, 갈동/공수리/오산리/(이북면) 모산리/오류동 일부, 창대리/월천리/이천리/서수리/북수리, 초산리/의식리/세출리 일부/무학리 일부, 탑동/오리/회룡리/세출리 일부/무학리 일부 | 배방면      | 갈매리, 공수리, 북수리, 세출리, 회룡리                                 |
| 온양군               | 동하면(東下面) 상리/세교리/운성리/송성리/사오개리, 장재리/송곡리/연동/소연동/(천안군 군서면) 송곡리 일부, 정산리/휴대리 | 배방면      | 세교리, 장재리, 휴대리                                                 |
| 온양군               | 일북면(一北面) 갈산리/내금리/여우리, 입석리/동산리/덕지리, 신풍리/하소리/매곡리/산직리/가곡리, 행승리/외금리/명암리/(아산군 원남면) 정좌/창복리, 내호리/외호리/성북리/신대리 | 탕정면      | 갈산리, 동산리, 매곡리, 명암리, 호산리                                 |
| 온양군               | 이북면(二北面) 구령리/수청리/오류동 일부, 권곡리 일부/모종리 일부, 신흥리/모종리 일부/권곡리 일부, 소신리/신리/(일북면) 구미동 일부, 산현리/용두리/(아산군 원남면) 산곡리/대중리 일부 | 탕정면      | 구령리, 권곡리, 모종리, 신리, 용두리                                   |
| 온양군               | 남상면(南上面) 강장리/지라리/인아리, 구만리/거산리/성동, 약봉리/장재리/백학리/동화리/상서리/중서리, 송학리/갈곤리, 금계리/명곡리/수곡리/(신창군 남하면) 비지/외덕암리, 사기리/신성리/침곡리/유곡리, 종곡리/이목동 | 송악면      | 강장리, 거산리, 동화리, 송학리, 수곡리, 유곡리, 종곡리                 |
| 온양군               | 남하면(南下面) 학동/신평리/강당리/석우리/곽곡리/사곡리, 궁평리/방산리, 침곡리/마곡리, 역촌리/오미리, 외암리/구산리, 복구리/평촌리/회화리/월굴리/월라리 | 송악면      | 강당리, 궁평리, 마곡리, 역촌리, 외암리, 평촌리                         |
12면 - 영인면, 음봉면, 인주면, 염치면, 둔포면, 배방면, 온양면, 송악면, 탕정면, 학성면, 초정면, 도고면
- 1917년 10월 1일 학성면을 신창면으로, 초정면 일원과 도고면 신성리를 선장면으로,[2] 영인면 영산리를 아산리로 개칭하였다.[3]
- 1922년 군청사를 영인면 아산리에서 온양면 온천리로 이전하였다.
- 1941년 10월 1일 온양면을 온양읍으로 승격하였다.[4] (1읍 11면)
- 1973년 7월 1일 탕정면 모종리, 권곡리가 온양읍에 편입되었다.
- 1983년 2월 15일 신창면, 배방면, 탕정면 각 일부를 온양읍으로 편입하였다.[5]

| 대통령령 제11027호          |             |
| 구 행정구역                 | 신 행정구역 |
| 신창면 점량리·득산리·실옥리 | 온양읍 일부 |
| 배방면 남리                 | 온양읍 일부 |
| 탕정면 신리                 | 온양읍 일부 |
- 1986년 1월 1일 온양읍 일원을 관할로 온양시(溫陽市)가 설치되었다.[6]
- 1987년 1월 1일 탕정면 구령리를 배방면으로 편입하였다.
- 1990년 4월 1일 염치면을 염치읍으로 승격하였다. (1읍 10면)
- 1995년 1월 1일 온양시 일원과 아산군 일원을 관할로 도농복합형태의 아산시가 설치되었다.[7]

## 주요인물
- 이순신(1545년 ~ 1598년) : 외가가 아산으로 어린시절을 아산에서 거주
- 이지함(1517년 ~ 1578년) : 1578년 아산현감
- 윤보선(1897년 ~ 1990년) : 아산 둔포면 생, 대한민국 4대 대통령
- 윤일선(1896년 ~ 1988년) : 아산 둔포면 생, 한국 최초의 병리학자이자 해부학자
- 윤치호(1864년 ~ 1945년) : 아산 둔포면 생, 개화운동가, 정치가, 친일파